# Cour de Béarn
La Cour de Béarn est une ancienne assemblée de la principauté de Béarn.

## Présentation
Dès la fin du XIe siècle, la Cour de Béarn fonctionne sous Centulle V. Elle exerce des pouvoirs judiciaires et possède des prérogatives politiques étendues : recevoir le serment du vicomte à son avènement, décider de l'engagement du Béarn dans une guerre extérieure et présenter des griefs des sujets envers le prince. La Cour de Béarn exerce ce rôle de protecteur à partir du XIIe siècle, mais de manière effacée. La cour ne se réunit alors que dans des circonstances exceptionnelles. Elle se compose de quelques membres, des barons et chevaliers — possesseurs de châteaux et vassaux du seigneur — qui composent sa suite. Convoquée dès le milieu du XIIe siècle, la Cour plénière est une assemblée plus considérable que la Cour de Béarn régulière, elle convoque tous les vassaux nobles du prince, ainsi que rarement des hommes libres non nobles. Jusqu'à la fin du XIIe siècle, la Cour de Béarn conserve un caractère aristocratique et peu indépendant du souverain.
Au début du XIIIe siècle, l'administration de la justice passe entre les mains de certains membres de la Cour de Béarn, appelés « jurats de la Cour ». Les jurats de la Cour de Béarn n'ont à l'origine que des pouvoirs judiciaires, qui s'étendent et empiètent peu à peu sur les fonctions de la Cour de Béarn. Les jurats de la Cour font notamment œuvre législative dans le dernier quart du XIIIe siècle. La création des jurats de la Cour enlève à la Cour de Béarn la plus grande partie de ses attributions. Bien que des bourgeois soient convoqués plusieurs fois de manière individuelle aux réunions de la Cour de Béarn, il faut attendre 1270 pour que les communautés choisissent elles-mêmes ses représentants dans la nouvelle Cour des communautés.
À cette même époque de la fin du XIIIe siècle, la réunion plénière de la Cour de Béarn prend le nom de Cour majour, afin de se distinguer des cours inférieures de justice et de la nouvelle Cour des communautés. Mises de côté sous le règne de Gaston III de Foix-Béarn au XIVe siècle, les deux assemblées fusionnent à sa mort pour former les États de Béarn.